# Єфремов (аеродром)
Єфремов — військовий аеродром в Тульській області Росії. Розташований у 9 км на схід від однойменного міста. Аеродром в часи СРСР виконував роль бази протиповітряної оборони радянських ВПС, тут базувався 191-й винищувальний авіаційний полк.

## Історія
Полк спочатку використовував МіГ-15 між 1950 і 1955 роками, потім використовував МіГ-17 в 1955—1961. Потім він експлуатував Су-9 в 1961—1965 роках.
У 1965 році полк замінив його на Су-11, а потім перейшов на МіГ-23.
З 1994 по 1998 тут базувався 239-й окремий гвардійський вертолітний полк з Мі-24.
У 1998 році базу закрили, а авіаційний полк розформували.